# Carlos Asuaje
Carlos Asuaje (né le 2 novembre 1991 à Barquisimeto, Lara, Venezuela) est un joueur de deuxième but de la Ligue majeure de baseball.

## Carrière
Né au Venezuela, Carlos Asuaje fait des études aux États-Unis, plus précisément à la Nova Southeastern University, en Floride, où il porte les couleurs de l'équipe de baseball de l'établissement, les Sharks. Il est réclamé par les Red Sox de Boston au 11e tour de sélection du repêchage des joueurs amateurs en juin 2013. 
Après avoir commencé sa carrière professionnelle en ligues mineures en 2013 avec des clubs affiliés aux Red Sox, il est transféré aux Padres de San Diego. Le 13 novembre 2015, Asuaje est avec le voltigeur Manuel Margot, l'arrêt-court Javier Guerra et le lanceur gaucher Logan Allen l'un des 4 jeunes joueurs des ligues mineures que Boston échange à San Diego contre le lanceur de relève droitier Craig Kimbrel.
Asuaje fait ses débuts dans le baseball majeur avec San Diego le 21 septembre 2016 et dispute 7 matchs avec l'équipe en fin de saison. Il amorce la saison 2017 avec le club-école de niveau Triple-A des Padres, les Chihuahuas d'El Paso.